# Біляковка (Альшеєвський район)
Біляко́вка (рос. Беляковка, башк. Беляковка) — присілок у складі Альшеєвського району Башкортостану, Росія. Входить до складу Нігматуллінської сільської ради.
Населення — 14 осіб (2010; 25 в 2002).
Національний склад:
- башкири — 44 %
- росіяни — 32 %